# Gestileerd bladwerkkapiteel
Het gestileerd bladwerkkapiteel is een type bladwerkkapiteel waarbij de bladeren worden uitgebeeld in een vereenvoudigde grondvorm. In het kapiteel wordt er en floraal motief gebruikt zonder dat daarbij de uitbundigheid van de Korinthische orde in kapitelen wordt toegepast, maar wordt het bladmotief in primitievere vorm toegepast. Het meest gebruikte bladmotief is het acanthusblad. 
De tegenhanger van het gestileerde bladwerkkapiteel is het naturalistisch bladwerkkapiteel.